# HMS Spey (P234)
HMS Spey — офшорне патрульне судно класу Рівер Королівського флоту Великої Британії. Названий на честь річки Спей у Шотландії. Це восьмий корабель Королівського флоту, який отримав назву Spey і п'яте судно 2-ї серії класу Рівер, яке введено в експлуатацію. Судно перебуває на довгостроковій перспективі в Індійсько-Тихоокеанському регіоні зі своїм сестринським кораблем HMS Tamar.

## Будівництво
6 листопада 2013 року було оголошено, що Королівський флот підписав принципову угоду про будівництво трьох нових офшорних патрульних кораблів класу River за фіксованою ціною 348 млн фунтів стерлінгів. У серпні 2014 року BAE Systems підписала контракт на будівництво кораблів у Клайді в Шотландії. Міністерство оборони заявило, що кораблі партії 2 можуть використовуватися для виконання поліцейських завдань, таких як «боротьба з тероризмом, піратством і контрабандою». За даними BAE Systems, кораблі призначені для розгортання по всьому світу, виконуючи завдання з боротьби з піратством, тероризмом і контрабандою, які зараз виконуються фрегатами та есмінцями. 8 грудня 2016 року було оголошено про замовлення на суму 287 мільйонів фунтів стерлінгів на ще два кораблі, Tamar і Spey, а також на підтримку всіх п'яти кораблів групи 2.
Кораблі партії 2, такі як Spey, включають близько 29 модифікацій і вдосконалень порівняно з корветами Amazonas, які побудовані компанією BAE Systems для ВМС Бразилії. Tamar і Spey мають додаткові модифікації, такі як каталітичні перетворювачі вуглекислого газу.
Spey був офіційно названий 3 жовтня 2019 року . Ходові випробування пройшли у вересні 2020 року, а після їх завершення 28 жовтня судно покинуло корабельню та прибуло до Портсмута.

## Операційна історія
7 січня 2021 року HMS Spey було передано Королівським ВМС у Портсмуті. Наприкінці весни 2021 року Spey отримав «сліпучий» камуфляж у Фалмуті під час підготовки до розгортання в Індо-Тихоокеанському регіоні.. 7 вересня Spey і Tamar вирушили з Портсмута і направилися в Індо-Тихоокеанський регіон.
21 січня 2022 року Spey було направлено до Тонги для надання допомоги у зв'язку з виверженням вулкана Хунга Тонга–Хунга Хаапай і цунамі 2022 року . У березні 2022 року, завдяки дослідженням із судна, було визначено, що острів Гендерсон — частина архіпелагуПіткерн у південній частині Тихого океану під час огляду 1937 року був неправильно розміщений на 1,6 км.